# 吉里吉里
吉里吉里是一個用於制作冒险游戏、美少女遊戲、視覺小說的遊戲製作工具。

## 概述
吉里吉里，又稱T Visual Presenter（簡稱TVP），是一個由W.Dee氏所開發的同人遊戲製作工具，以物件導向語言TJS做為底層開發，外包上KAG的Script語法讓一般使用者使用，要使用吉里吉里只需要準備好文字編輯器（如記事本），就可以直接編寫劇本。吉里吉里在處理2D圖形上極為強大，支援的圖像、音樂格式也是目前同人遊戲工具中最多的。他讓使用者可以很方便地整合圖像、音樂、動畫、文字劇本，使用者可以專注在遊戲本身而不需要花費太多精神在程式碼上。
吉里吉里的本體採用GPL許可證，使用者不需要負擔任何費用即可利用吉里吉里來開發遊戲，包括免費、共享或是商業遊戲，吉里吉里與NScripter並稱為兩大同人遊戲工具。

### KAG3
KAG為Kirikiri Adventure Game的簡稱，是吉里吉里中以TJS2定制的用於冒險遊戲設計的系統，包括自定義的一套命令語法（Tag、タグ），使用方式與BBCode（或Html）極為類似，吉里吉里內帶的tag命令已經包含所有2D圖形處理、音樂影像處理，僅使用KAG就可以編寫出一套AVG遊戲。
使用KAG語法撰寫的檔案，副檔名為.ks，可用記事本開啟。

### TJS
TJS2為吉里吉里的內嵌腳本語言，目前最新版本為TJS2，TJS是介於JAVA與JavaScript之間的物件導向程式語言，也是由作者W.Dee氏自行定義的程式語言，作為吉里吉里底層開發語言。由於KAG是利用TJS語言所編寫，因此使用者可以透過修改或重新編寫TJS檔案，去擴充KAG的功能。
使用TJS語法撰寫的檔案，副檔名為.tjs，可用記事本開啟。

## 版本
- 吉里吉里2\KAG3

目前最新版流通穩定版為吉里吉里2.32。
- 吉里吉里3\KAG4

開發中，預計支援Windows、macOS、GNU/Linux等跨平台開發環境。

### 吉里吉里3
由W.Dee氏開發的第三代吉里吉里系統，腳本語言部份由TJS2改為RISSE。尚未完成，正在腳本框架研發階段。與吉里吉里2同步開發。
這個版本最終被放棄，吉里吉里舊網頁也在2017年左右被棄置。

#### RISSE
吸取了不少ECMAScript的語法和大量地吸收了Ruby的語法。

### 吉里吉里Z
由於吉里吉里3的開發遲緩與吉里吉里2逐漸過時，而開始出現的分支。為了避免與舊吉里吉里造成混淆而不增加版本號，
改名吉里吉里Z，另外授權也改為修正版BSD。

## 吉里吉里2框架
遊戲設計者可以透過TJS2存取控制吉里吉里2豐富的內建物件API。
當中包括：
- System 類別
- Storages 類別
- Debug 類別
- Console 類別
- Controller 類別
- Scripts 類別
- Plugins 類別
- Timer 類別
- AsyncTrigger 類別
- Window 類別
- MenuItem 類別
- Layer 類別
- Font 類別
- Clipboard 類別
- WaveSoundBuffer 類別
- WaveSoundBuffer.PhaseVocoder 類別
- MIDISoundBuffer 類別
- CDDASoundBuffer 類別
- VideoOverlay 類別
- Pad 類別
- KAGParser 類別，KAG劇本的剖析器

## Plugin
遊戲設計者可以透過Plugin系統使用KAG甚至吉里吉里本身沒有提供的功能。
官方下載包中已包含的吉里吉里Plugin有：
- krflash.dll ：透過此Plugin可以內嵌flash檔播放，並互動。
- krmovie.dll
- agg.dll
- csvParser.dll
- dirlist.dll
- expat.dll
- extrans.dll
- fftgraph.dll
- json.dll ：透過此Plugin可以存取JSON。
- layerExImage.dll
- lineParser.dll ：替代TJS2的原生方法讀取大型純文本檔案，以增加效率。
- perspective.dll
- win32ole.dll ：透過此Plugin可以使用各種ActiveX物件。
- wsh.dll ：透過此Plugin可以使用各種 Active scripting language，包 JScript、VBScript、PerlScript（如果有安裝）。
- wumsadp.dll
- wutcwf.dll
- wuvorbis.dll

官方下載包中已包含的KAG3 Plugin有：
- gvolume
- rain
- snow
- spectrum
- staffroll
- windowzoom
- zoom

## 支持格式
- 劇本格式

- .ks：副檔名為ks的檔案稱作劇本檔，可用任何文書處理軟體開啟，最簡單的就是記事本。

- 影片格式

使用 plugin 支持格式：
- MPEG1
- MPEG2
- SWF：吉里吉里2 無法直接進行控制
- WMV
- AVI

- 圖像格式

內建支持格式：
- BMP
- PNG
- JPEG
- ERI：全名 Entis Rasterized Image format
- TLG5
- TLG6

- 音樂格式

內建支持格式：
- MIDI
- WAVE（無損）

使用 plugin 支持格式：
- OGG

已停止支持格式：
- MP3：原本初期支持，但因為專利權問題而不再提供 plugin

## 吉里吉里輔助工具
- 吉里吉里自帶工具
- KAG語法編輯器
  - かぐや姫Studio
  - KAGeXpress
  - KKDE
  - THE NVL Maker

## 使用吉里吉里的著名遊戲

### 日文遊戲

#### 商業遊戲作品
- Fate/stay night (TYPE-MOON)
- Fate/hollow ataraxia (TYPE-MOON)
- 魔法使の夜 (TYPE-MOON)
- lleyes系列(lass)
- 车轮之国两部
- 忠臣藏46+1
- 任性High-Spec
- 樱吹雪
- 智以类聚
- 夏雪
- 实妹相伴的大泉君
- 黄昏的禁忌之药
- 解放之羽
- 寻找失去未来
- deepone
- 哥特妄想
- Clover Day's
- ATRI
- 柚子社全作品
- 深红之月
- 9-nine-系列
- VenusBlood系列 (DualTail)

#### 同人遊戲作品
- 1999ChristmasEve（横浜かまいたちファンクラブ）
- ゾウディアック（バイオハザード・サイレントヒルを考える会 / BSK Z2 PROJECT）
- 月姫PLUS+DISC（TYPE-MOON）
- 我和你的夏天
- DespairWitch（BLUEWATER）
- 不機嫌な従妹（Stray Moo）
- Brass Restoration（Twincle Drop）

### 中文遊戲

#### 商業作品
- 蘭島物語～少女の約定～（Circle Entertainment）
- 月亮的女兒
- 茉莉之夏
- 前進吧！高捷少女 Initiating Station
- 東津萌米

#### 同人作品
- 半边伞
- 11+11
- 颢梦
- 刻痕系列
- 紫罗兰
- 萤之歌
- 本境系列（雪之本境、霧之本境）
- 真戀～寄語楓秋～
- 心念
- Altor (NAKA)
- Honey Gift (斯奧)
- ToNew~towards your dream（ss-square）
- RP社團的COS日記（ss-square）
- （ALFA）
- Green Aeon（Lantern）
- 逆轉裁判F

#### 不错的试玩版
- 蚀钢
- 待时光开出腐烂之花
- 叶之离别

## 書籍
目前吉里吉里並無中文的參考書籍，以下是已知的日文參考書籍。
- 《吉里吉里/KAGではじめるゲーム制作—タグでノベルゲームが簡単にできる!》 ISBN 4875934262
- 《萌えるゲーム制作 吉里吉里/KAGで作る美少女ゲーム》 ISBN 4844322648
- 《「吉里吉里/KAG」で乙女ゲーム・BLゲームを作成する 同人ゲーム制作ガイドブック基礎編:「橋の上の王子様」を作る》 (単行本)  ISBN 978-4896273151
- 《同人ゲーム制作ガイドブック応用編—「吉里吉里/KAG」で乙女ゲーム・BLゲームを作成する》 (単行本)  ISBN 4896273168
- 《吉里吉里/KAGノベルゲーム制作入門》 (単行本)  ISBN 978-4798016597

## 外部連結
- 吉里吉里 官網 （日語）
- 吉里吉里への道 （日語）
- KCDDP論壇 （简体中文）
- 夢之庭園吉里吉里文件索引表 （繁體中文）
- krkr自帶KAG說明文件幾乎完整漢化 （简体中文）
- 吉里吉里/KAG 开源图形化编辑工具《THE NVL Maker》 （简体中文）